# Aaron (The Walking Dead)
Aaron é um personagem fictício da série em quadrinhos norte-americana The Walking Dead, interpretado pelo ator Ross Marquand na série de televisão de mesmo nome do canal AMC. Ele foi criado por Robert Kirkman e Charlie Adlard e introduzido como um dos recrutadores da comunidade de Alexandria além de ser uma das principais figuras do lugar.
Aaron tem sua aparição inicial na edição 67 da série em quadrinhos e na 5ª temporada da série de televisão. Aaron é o personagem de Alexandria que sobreviveu há mais tempo e é notável por ser o primeiro personagem abertamente gay nos quadrinhos e na série de televisão.

## Biografia

### Quadrinhos
Aaron é um recrutador da comunidade de Alexandria, ele aparece pela primeira vez quando se comunica com o grupo de Rick e fala sobre sua comunidade. Ele e seu companheiro Eric ficaram vigiando o grupo de longe por vários dias, até que decidiram levá-los para lá. Embora inicialmente os sobreviventes desconfiaram de Aaron e do que ele dissera, decidiram ir até Alexandria e conhecer o que Aaron estava propondo a eles. Quando eles chegam ali, são levados ao líder da comunidade, Douglas Monroe, que após conversar com cada um deles, fica com receio de aceitá-los ali. Aaron conversa com Douglas e os defende, pois tem certeza de que são pessoas boas e que vão ajudar a comunidade, e Douglas permite que eles habitem ali. A partir daí, Aaron e Rick estabelecem grande confiança entre si.
Alguns dias depois da chegada do grupo, Eric (o namorado de Aaron) tenta recrutar uma mulher na periferia de Washington, e é roubado e esfaqueado por ela. Aaron consegue encontrá-lo e levá-lo de volta para a comunidade, onde ele é socorrido pela médica Denise Cloyd. Após esse trauma, Aaron e Eric decidem parar de recrutar pessoas para a comunidade, para a segurança dos recrutadores e dos que habitam ali. Mais tarde, a comunidade é invadida por uma horda de zumbis e várias pessoas dali são mortas, inclusive o líder Douglas Monroe e Rick assume o lugar deste. Aaron e Eric começam a tomar conta das provisões de Alexandria e de assegurar que cada um tenha uma função, visando o progresso da comunidade. Eles também decidem treinar com o grupo de Rick a matar zumbis e sair da comunidade para pegar suprimentos.
O tempo passa e a comunidade é atacada por outro grupo, os Salvadores. Estes matam várias pessoas ali (como Abraham, Glenn e Spencer) e tomam posse de metade de tudo que a comunidade produz. Após serem oprimidos durante muito tempo por Negan, líder dos Salvadores, Rick e outras comunidades se juntam para guerrear contra eles. Aaron e Eric decidem se juntar a Rick nessa guerra e formar a milícia, um exército composto por muitos membros de Alexandria, Hilltop e o Reino. Durante essa guerra, Eric é morto, deixando Aaron devastado e em estado de extrema depressão. Sua tristeza rapidamente se transforma em fúria, e ele se junta novamente à milícia, jurando matar a todos os membros restantes dos salvadores, a fim de vingar a morte de Eric. Rick e a milícia vencem os Salvadores, predem Negan e libertam os sobreviventes dali que se tornaram aliados a eles na guerra.
Após o salto no tempo de dois anos, ele parece ter superado a morte de Eric e continua a ser um membro produtivo da comunidade. Ele é atacado por um novo grupo hostil, os Sussurradores, e é levado ao Hilltop para se recuperar. Durante esse período, ele flerta com Jesus. Quando os Sussurradores invadem e queimam o Hilltop, apesar de seus ferimentos, Aaron consegue resgatar o inconsciente Carl antes que ele queime até a morte nas chamas. Após a guerra, ele começa um relacionamento sério com Jesus. Quando estão na estrada, eles são emboscados pelo líder dos sussurros Beta e os últimos sussurradores restantes. Na luta que se seguiu, ele atira e mata Beta. Anos após a morte inesperada de Rick, Aaron e Jesus continuaram juntos e viraram moradores de uma grande comunidade em Ohio, a Commonwealth, no final da série.

### Série de TV

Aaron como retratado na série de TV por Ross Marquand.

Antes dos eventos da série, Aaron se tornou um recrutador da Zona Segura de Alexandria, junto com seu namorado Eric. Em algum momento Aaron recrutou um grupo de três liderados por Davidson, que Aaron acreditava que seria uma boa adição à comunidade. No entanto, a natureza violenta de Davidson levou Deanna a exilar ele e Aaron, Aiden e Nicholas foram forçados a escoltar o grupo de Davidson para fora, levando todas as suas armas e deixando-os apenas alguns dias de suprimentos.

#### Quinta temporada
Aaron é visto pela primeira vez na quinta temporada da série de televisão. Ele é um recrutador da comunidade de Alexandria e, inicialmente, aparece à Maggie (Lauren Cohan) e Sasha (Sonequa Martin-Green) dizendo que quer conversar com Rick (Andrew Lincoln). Elas o levam até ele e Aaron diz que vem seguindo o grupo há algum tempo para decidir se eles devem ou não serem convidados para um teste de adesão à comunidade. O grupo é inicialmente hostil com ele, mas decidem ir à sua comunidade. No caminho, Aaron, Rick, Glenn (Steven Yeun) e Michonne (Danai Gurira) são atacados por vários zumbis na estrada e perdem o carro em que estão. Aaron vê um sinalizador e fica preocupado, pois sabe que é seu namorado Eric que está em perigo. O resto do pessoal de Rick (que estão em um ônibus) consegue chegar até Eric primeiro e o ajuda, e, logo em seguida, Aaron e os demais chegam até ele. Aaron vê que seu namorado está bem e fica aliviado, o grupo decide passar a noite ali e ir para Alexandria na manhã do dia seguinte. Chegando lá, eles vêem que Aaron não mentiu em nada e são aceitos na comunidade. Em seguida, Aaron induz Daryl (Norman Reedus) a tomar o lugar de Eric e ajudá-lo a encontrar mais pessoas para trazer para Alexandria. Em uma de suas buscas, Aaron e Daryl Dixon caem em uma armadilha e são salvos por Morgan (Lennie James), levando-o para a zona de segurança.

#### Sexta temporada
Com o passar do tempo, Aaron se aproxima mais de alguns membros do grupo de Rick. Ele se torna amigo de Maggie, sendo a primeira pessoa (depois de Glenn) a tomar conhecimento de sua gravidez. Quando um grupo de sobreviventes assassinos invadem a comunidade e matam muitas pessoas ali, Aaron se junta a Rosita (Christian Serratos) e defende a comunidade, matando os intrusos. Depois que o massacre aconteceu, Aaron encontra sua mochila (que contém informações da comunidade e fotos desta) com um dos invasores, então ele se lembra que a perdeu quando caiu na armadilha com Daryl e se sente culpado pelas mortes dos membros da comunidade. Assim que eles conseguem lidar com os Wolfes (grupo dos sobreviventes assassinos) uma horda de zumbis vai para a comunidade. Eles conseguem entrar por uma parte do muro que caiu e matam vários sobreviventes, inclusive Deanna Monroe, a líder de Alexandria. Aaron e os demais lutam contra os zumbis e vencem-os depois de quase uma noite inteira.
Rick se torna o novo líder da comunidade e uma nova ameaça aparece, Negan e os Salvadores. Aaron ajuda Rick a matar alguns dos Salvadores, pois acreditavam que eram poucos, porém Negan possui dezenas de subgrupos de sobreviventes armados. Maggie começa a passar mal, por conta da gravidez, e Rick, Aaron e outros sobreviventes decidem levá-la até Hilltop, porque ali há um médico experiente. O grupo de Negan bloqueia todas as estradas que ligam as duas comunidades e faz uma armadilha, na qual os Salvadores apanham Rick, Carl (Chandler Riggs), Daryl, Glenn, Maggie, Michonne, Sasha, Abraham (Michael Cudlitz), Eugene (Josh McDermitt), Rosita e Aaron. Negan (Jeffrey Dean Morgan) finalmente aparece, põe todos de joelhos, escolhe um sobevivente e o mata a golpes de Lucille (nome dado ao seu taco de beisebol com arame farpado enrolado), destruindo sua cabeça por completo.

#### Sétima temporada
A vítima é revelada sendo Abraham, e em um ataque de fúria Daryl dá um soco no rosto de Negan, e isso resulta na morte violenta de Glenn como punição. Aarn e seu grupo então ficam a mercê da ditadura de Negan e de seus Salvadores, mais tarde, enquanto Negan e seu grande grupo de bandidos visitam Alexandria em busca de provisões, Eric sussurra para Aaron que quer perguntar a Rick o que ele fará com Negan, mas Aaron tenta, sem sucesso, impedir Eric, dizendo-lhe que não é o momento certo para começar essa discussão. Dias depois, Aaron viaja com Rick em busca de suprimentos para a possível nova visita dos Salvadores em Alexandria, e os dois chegam a encontrar uma casa flutuante em um lago. Aaron e Rick arriscam suas vidas para obter suprimentos cruciais; no entanto, a pedido de Negan, os salvadores batem em Aaron quando voltaram para a Zona Segura de Alexandria, depois de acreditarem erroneamente que eles pretendiam insultá-los. Mais tarde, quando o Pe. Gabriel (Seth Gilliam) desaparece, Aaron sai com um grupo de busca e acabam chegando em um grande lixão e são capturados pelos Catadores. O novo grupo leva-os até a líder, Jadis (Pollyanna McIntosh), a quem Rick tentou convencê-la a se juntar à sua luta contra os salvadores, recusando a oferta do oficial, seus homens começaram a acabar com os membros do grupo e conseguiram ferir Aaron. Para evitar o pior, Rick se oferece para matar um zumbis blindado para o bem de todos, e quando ele consegue, Jadis aceita participar da guerra.
Dias depois, Aaron vai com o grupo até uma comunidade no litoral, que Tara (Alanna Masterson) havia encontrado antes. Eric e Aaron planejam como será a emboscada em Oceanside, e uma vez que a invasão terminou e Tara foi salva de Natania, Aaron formou uma linha de frente com os alexandrinos e as lutadoras competentes de Oceanside para enfrentar a horda de zumbis, que invadem o acampamento devido ao barulho das explosões e tiros. Após alguns desentendimentos, Natania permite que o grupo de Rick leve suas armas, mas que Oceanside não participará da guerra. Mais tarde, ao retornar para Alexandria, o grupo descobre a mudança de lealdade de Dwight (Austin Amelio) dos salvadores para Rick e a comunidade para derrotar Negan, avisando-os sobre um ataque de Negan devido a um espião alertando-o da resistência de Rick e da comunidade, com a ajuda dos Catadores. Aaron e a comunidade se preparam para a batalha com Negan e os Salvadores usando as armas de Oceanside, Jadis e os Catadores chegam em Alexandria em uma caravana de caminhões de lixo e bicicletas. Daryl, Rosita e Aaron plantam explosivos em um caminhão de carga vazio do lado de fora do portão de Alexandria, com a ajuda dos Catadores, em um caminhão, Aaron salva o muro de Alexandria com Eric. Quando Negan e os salvadores chegam, os explosivos que Aaron, Daryl e Rosita prepararam não explodiram, naquele momento os catadores traem Alexandria. Um dos catadores aponta uma arma para Aaron e Eric. No entanto, quando Sasha revivida ataca Negan, Carl lidera o ataque contra os Catadores e os Sussurradores durante a distração, Aaron e Eric seguem o exemplo de Carl e ajudam contra o ataque e conseguem forçar os resgatadores a recuar.

#### Oitava temporada
A milícia formada pelas forças das comunidades, sob o comando de Rick, Maggie e Ezekiel (Khary Payton), preparou-se para derrotar os Salvadores, traçando um plano de ataque organizado começando pelo Santuário. Para iniciar a batalha, ao chegarem na base inimiga e após a tentativa malsucedida de fazer Negan e seus tenentes se renderem a eles, Aaron, junto com o resto dos soldados, iniciou um tiroteio contra a comunidade dos salvadores para que os bandidos ficassem presos nela por uma horda massiva de zumbis. Mais tarde, durante o ataque fatídico ao posto avançado dos Salvadores, os sobreviventes iniciaram uma série de confrontos nos vários postos avançados inimigos para destruí-los, Aaron fazia parte da equipe de Alexandrina encarregada de eliminar os bandidos que viviam dentro de uma seguradora, mas ele foi forçado a abandonar a luta para auxiliar Eric, que havia sido baleado diretamente no abdômen. Aaron e sua equipe continuam seu ataque aos Salvadores com tiros, e ele insiste que levem Eric ao médico do Reino. Aaron desmorona e pede desculpas a Eric, sentindo-se culpado por trazer Eric para a luta, mas Eric diz a Aaron que ele ficará bem e que os outros membros de sua equipe precisam da ajuda de Aaron mais do que ele. Aaron relutantemente concorda e eles se despedem e Aaron diz a Eric que o ama. Após o tiroteio, Aaron vai procurar Eric, apenas para descobrir que ele morreu e reanimou como um zumbi, vagando em direção a um rebanho. A visão de seu amado entre os mortos-vivos faz Aaron derramar lágrimas ao tentar se aproximar dele, mas Scott aparece e diz a ele que não é Eric e que eles têm que ir embora. Mais tarde, Aaron pega uma bebê dos braços de Rick e decide levá-la para Hilltop, e chegando lá, ele dá a Maggie a carta sobre as informações atualizadas sobre a guerra e leva a pequena Gracie, para o escritório. Elee fica muito arrasado diante de Enid (Katelyn Nacon) e Maggie pela perda de Eric, Maggie e Enid tentam encorajá-lo e ele decide ir para Oceaneside e Enid vai com ele. Após viajarem, Aaron e Enid decidem tentar compensar a comunidade de Oceanside, cujas armas foram levadas para a guarra contra os salvadores, trazendo um caminhão cheio de cerveja, mas Aaron é atacado e Enid atira em seu agressor, que acaba sendo Natania, a líder de Oceanside. Os dois então são cercados por outros membros da Oceanside, e a neta de Natania, Cyndie, lamenta sua perda.
Aaron e Enid são levados para a comunidade Oceanside como prisioneiros por matar sua líder, Natania. A neta de Natania Cyndie, após ouvir os apelos de Enid, decide deixá-los vivos, mas ordena que nunca mais voltem. Uma vez escoltado para fora de Oceanside, Aaron insiste que Enid retorne ao topo da colina para informá-los do que aconteceu enquanto ela tenta retornar a Oceanside e os convence a ajudar. Aaron é visto, na floresta, fora da comunidade de Oceanside, Cyndie e os outros residentes rejeitam Aaron que tenta proteger sua comunidade das hordas de zumbis, apesar de morrer de fome e desidratar, depois de sobreviver a um ataque de caminhantes, Cyndie e os outros encontram um Aaron exausto implorando para que se juntem à guerra contra os salvadores, caso contrário, eles continuariam a temer o mundo exterior. Mais tarde, um comboio de resgate chega à colônia Hilltop, todos os residentes evacuam por uma passagem secreta para a floresta atrás da comunidade. Tara e Alden são deixados para enfrentar os Salvadores, quando de repente os Salvadores são atingidos por coquetéis Molotov lançados pela comunidade Oceanside, liderada por Cyndie e Aaron. Após o fim da guerra com os Salvadores, Aaron adota oficialmente Gracie como sua filha.

#### Nona temporada
18 meses se passaram e Aaron e Jesus (Tom Payne) são vistos matando alguns caminhantes. Aaron pergunta a Jesus se ele pode ensinar-lhe algumas de suas habilidades, que ele concorda em ensinar em uma aula em Hilltop, logo após Aaron e o grupo vão ao Smithsonian em Washington DC, para procurar um equipamentos agrícolas. No entanto, ele fica de fora como vigia junto com Tara, Jesus e Alden, no final da corrida o grupo se retira de DC e se prepara para retornar às suas próprias comunidades. Ao longo do caminho, Daryl e Rosita alcançam todos para informar que a ponte principal está destruída devido a uma forte tempestade. Rick diz a Aaron, Tara, Gabriel e Anne para voltarem para Alexandria e o resto vai fazer uma rota alternativa e passar a noite no Santuário. Semanas depois, uma horda ambulante ameaça invadir ao acampamento dos sobreviventes que estão reconstruindo a ponte, quando um plano de desviar a horda não dá certo, a horda invade uma área onde o grupo estava trabalhando, e lá, Daryl ordena que todos fujam, mas na pressa, o braço de Aaron é esmagado sob um tronco gigante, Rick e os outros chegam para ajudar a defendê-los, permitindo que Daryl levasse Aaron para a tenda médica. Enid fica intrigada com o ferimento e conclui que a única ação que eles podem tomar é amputar o braço de Aaron. A cirurgia foi um sucesso, mas Rick assume a responsabilidade pela perda do braço de Aaron. Seis anos após o desaparecimento de Rick, Aaron tornou-se membro do conselho da Zona Segura de Alexandria e usa uma prótese de braço de metal. Quando Judith salva um grupo de pessoas lideradas por uma mulher chamada Magna (Nadia Hilker), ele leva o grupo de Magna de volta para Alexandria e tem que liderar o grupo de Magna para Michonne, que confronta Aaron por trazer pessoas estranhas e ela o lembra que ele não é sua decisão. "Eu me decidi", Judith diz a ela. Michonne a repreende, mas Aaron diz que eles estão aqui agora e devem decidir seu destino juntos, enquanto Gabriel sugere que votem amanhã. Michonne concorda e instrui seu povo a trazê-los à voto. No dia seguinte, o grupo de Magna apareceu diante de Aaron e do resto do conselho para interrogatório. Eles perguntam quem é seu líder e Magna afirma que eles são uma equipe, enquanto Luke explica que seu grupo costumava ser maior.
Mais tarde, quando Aaron estava próximo a Hilltop com Jesus, os dois encontram Rosita ferida e a levam para a comunidade. Ela explica que Eugene ficou escondido para fugir de uma ataque estranho de zumbis. Aaron, Jesus e Daryl decidem ir resgatar Eugene e eles observam um comportamento anormal dos zumbis. À noite, eles encontram Eugene em seu esconderijo: ele lhes confirma o aspecto singular desses zumbis, que ele afirma ter ouvido com Rosita se comunicarem por "sussurros". O grupo foge e chegam a um cemitério e encontram Michonne, Magna e Yumiko que, de fora, ajudam Eugene a abrir o portão bloqueado. Aaron, graças ao que aprendeu de Jesus, contém o avanço dos mortos-vivos, mas no entanto, quando Aaron ordena que Jesus se junte a eles, um último zumbi se interpõe entre eles e apunhala Jesus matando-o. Enquanto o resto do grupo ataca o assassino e seus companheiros, Aaron vê a morte de seu amigo. Aaron e Daryl carregam o corpo de Jesus enquanto Michonne, Magna e Yumiko cobrem sua retaguarda. Eles chegam com um prisioneiro no Hilltop. Aaron vai ao funeral de Jesus e deixa Hilltop com Michonne, Rosita, Eugene, Siddiq e DJ. Durante uma reunião de conselho, ele apóia Michonne sobre os perigos fora dos muros quando ela se recusou a enviar uma delegação à feira organizada pelo Reino. Por fim, Michonne agradece a Aaron por seu apoio e autoriza uma delegação se Alexandria votar a favor. Ele fica com Michonne em Alexandria. Dias depois, a líder dos Sussurradores, Alpha e seus seguidores mata brutalmente alguns membros das três comunidades, decapitando todos eles, como uma forma de aviso para que os sobreviventes não ultrapassem suas fronteiras. Aaron lamentou a morte de seus amigos e assim como os outros, não decidem revidar.

## Escolha de elenco
Robert Kirkman brevemente mencionou no programa "Talking Dead" durante o episódio "Coda" de The Walking Dead em novembro de 2014, a segunda metade da temporada apresentaria um personagem gay proeminente, antes de Ross Marquand assumir o papel de Aaron, ele fez teste para o papel de Gareth, mas devido às suas raízes cômicas, o diretor de elenco pensou que Ross seria mais adequado para Aaron devido à personalidade humorística do personagem e o fez retornar logo após fazer o teste de Gareth para um teste de Aaron. O nome de elenco para Aaron era o codinome Logan.